# Миссурийский университет в Канзас-Сити
Миссурийский университет в Канзас-Сити (англ. University of Missouri-Kansas City, UMKC) — американский университет, расположенный в Канзас-Сити, штат Миссури, США. Является частью государственной системы университетов в этом штате. Главный кампус находится в районе Рокхилл к востоку от крупного торгового комплекса Country Club Plaza. Списочная численность обучающихся — 15 700 человек в 2014 году. В университете работали 3900 человек, учились 16 160 студентов (также по данным на 2014 год).

## История

### Университет Линкольна и Ли
Университет берёт своё начало от проекта создания Университета Линькольна и Ли (англ. Lincoln and Lee University), за которым стояли методистская церковь и её епископ Эрнест Линн Вальдорф, относящегося к 1920-м годам. Планировавшийся к созданию университет (который должен был быть назван в честь лидера северных штатов Авраама Линкольна и военного лидера Юга, Роберта Ф. Ли) хотели возвести на границе штатов Миссури и Канзас на 75-м шоссе, где произошла Битва при Вестпорте (крупнейшая к западу от реки Миссисипи за всю Гражданскую войну в США). Центром комплекса должен был стать Национальный Мемориал с могилами неизвестного солдата армии Союза и неизвестного солдата армии южан-конфедератов. Сторонники проекта говорили, что это должно стать местом «где Север встречает Юг, а Запад — Восток». Эти усилия методистов отражали их существенный вклад в развитие окрестностей Канзас-Сити. Центром их влияния была Методистская миссия Шони вторая столица Канзаса.
Когда у методистов в их попытках объединить всю необходимую для строительства комплекса собственность начались проблемы, другие активисты, включая девелопера Джесси Клайда Николса начали лоббировать возведение культурного центра на реке Браш-Крик, к востоку от Country Club Plaza. Согласно этому плану к северу от Браш-Крик рядом с редакцией The Kansas City Star должны были быть построены Художественный музей Нельсона-Аткинса и Художественный институт города Канзас-Сити. Также планировалась постройка больницы, так никогда и не состоявшаяся.
В 1930 году, после того, как стоматологическая школа в Канзас-Сити пополнила активы методистов, эти два плана были объединены. Новую школу собирались назвать Lincoln and Lee, the University of Kansas City и сделать в будущем четырёхлетней.
Университет был построен на участке площадью в 40 квадратных акров. Эту землю купил и пожертвовал бизнесмен Уильям Фолькер. При этом сама усадьба Дики была присоединена к территории учебного заведения лишь после смерти её владельца в 1931 году.

### Университет Канзас-Сити
Обе группы ссорились между собой, в то время как Эрнест Ньюкомб пытался посредничать между ними. Церковь больше не поддерживала свои прежние начинания и имена Линкольна и Ли были оставлены.
Было объявлено, что школа откроется, если удастся набрать 125 студентов. Занятия начались в октябре 1933.
Кампус в настоящее время расширен до 90 акров и называется Campus Volker. Особняк Усадьба Дики теперь стала называться Скофилд Холлом. Второе здание на территории кампуса, библиотека, была названа в честь Ньюкомба. Также существует фонтан.
Университет Канзас-Сити быстро рос, и вскоре поглотил другие местные частные высшие учебные заведения. Была основана школа права, с 1890-х годов расположенная в центре города Канзас-Сити, объединены в единый университет медицинские колледжи, включая фармацевтический и стоматологический, за этим последовало включение в состав консерватории в 1959. За этот период университет также создал школу администрации в 1953 году, школу образования в 1954 году и отдел непрерывного образования в 1958 году.

### Миссурийский университет в Канзас-Сити
25 июля 1963 по настоянию выпускника Хилари Буша, университет стал частью системы университетов штата Миссури, ему были переданы активы на 20 миллионов долларов, включая 23 здания. На тот момент в UKC обучались 3300 студентов (2000 на полный день) и трудились 175 штатных преподавателей.
В то же самое время Университет Миссури присоединил Normandy Residence Center в Сент-Луисе и стал называться Университет Миссури — Сент-Луиса. Это объединение было иной природы, так как Университету Миссури пришлось выкупить частный кампус присоединяемого к нему ВУЗа. К этому моменту более крупный из университетов уже имел кампусы в нескольких городах, а вместе с UKC они образовали Университет Миссури в Канзас-Сити (англ. University of Missouri-Kansas City (UMKC).
Объединённый университет в 1964 году основал School of Graduate Studies, а в 1970 — медицинскую школу (School of Medicine). В 1980 была создана школа медсестёр, затем в 1985 школа наук о жизни (переименованная позже в школу биологических наук). В 2001 появилась школа компьютинга и инженерии (School of Computing and Engineering).
В 2012 университет проводил исследования и опросы, чтобы выяснить, стоит ли ему вернуть себе старое название. Результат оказался негативным.